# 普法爾茨-茨韋布呂肯王朝
普法爾茨-茨韋布呂肯王朝是維特爾斯巴赫王朝的一個分支，是1654年至1720年瑞典的統治王朝。此時，它已經分裂成幾個不同的家族。瑞典王室由普法爾茨-茨韋布呂肯-克萊堡分支担任。
普法爾茨-茨韋布呂肯王朝的祖先是德意志國王魯普雷希特的兒子普法爾茨伯爵斯特凡（1385–1459）。